# Rogers Spur
Der Rogers Spur ist ein keilförmiger Felssporn an der Walgreen-Küste des westantarktischen Marie-Byrd-Lands. Auf der Bear-Halbinsel ragt er am Kopfende des Brush-Gletschers auf.
Der United States Geological Survey kartierte ihn anhand von Luftaufnahmen der Operation Highjump (1946–1947) vom Januar 1947. Das Advisory Committee on Antarctic Names benannte ihn 1967 nach James C. Rogers, Elektroingenieur auf einer wenig frequentierten Nebenstation der Byrd-Station im Jahr 1966.